# Clidemia heterophylla
Clidemia heterophylla är en tvåhjärtbladig växtart som först beskrevs av Louis Auguste Joseph Desrousseaux, och fick sitt nu gällande namn av Henry Allan Gleason. Clidemia heterophylla ingår i släktet Clidemia och familjen Melastomataceae. Inga underarter finns listade i Catalogue of Life.